# Феб (лек крайцер, 1939)
Вижте пояснителната страница за други значения на Феб.
Феб (на английски: HMS Phoebe (43), от на английски: Phoebe – Феб) е лек крайцер на Британския Кралски флот, от времето на Втората световна война. Един от 11 крайцера на типа „Дидо“.
Поръчан е по програмата от 1936 г. на 21 март 1937 г. и е заложен в корабостроителницата Fairfield Shipbuilding and Engineering Company в Гован Шотландия на 2 септември 1937 г. Крайцерът е спуснат на вода на 25 март 1939 г., ставайки седмия кораб носещ това име в британския флот от 1795 г. Влиза в строй на 27 септември 1940 г.

## История на службата
С края на изпитанията и влизането му строй, крайцерът на 4 октомври 1940 г., преминава в Скапа Флоу за служба в състава на Home Fleet на северозападните подходи.
През ноември крайцера заедно с линейните крайцери Hood, Renown и Repulse, еднотипните крайцери Dido и Naiad плава на патрулиране в Бискайския залив в търсене на немския джобен линкор „Адмирал Шеер“, който на 5 ноември атакува атлантическия конвой HX-84 и потопява спомагателния крайцер Jervis Bay.
В началото на декември крайцерът е определен за служба в състава на Средиземноморския флот и 6 декември отива за рутинно докуване в корабостроителницата на Клайд. На 11 декември се връща в състава на флота.
На 12 януари 1941 г. „Феб“ излиза заедно с линкора Ramillies, крайцерите Australia, Naiad и Emerald, разрушителите Harvester, Highlander, Beagle, Fearless, Jackal, Leamington, Lincoln, Vansittart, Watchman, Witherington и френския лидер Leopard за съпровождане на конвоя WS-5B в началния етап от плаването му при западните подходи. На 15 януари „Феб“ съвместно с крайцера Naiad се отделят от конвоя и се връщат в Скапа Флоу.
На 18 февруари крайцерът влиза в охраната на войсковия конвой WS6A, плаващ за Близкия изток. Освен „Феб“ в ескорта влизат крайцера Birmingham и спомагателния крайцер Cathay. Те изпълняват функциите на океански ескорт до Фрийтаун. Този конвой, като далечно прикритие, на различните етапи е съпровождан от линейния крайцер Renown, самолетоносача Ark Royal, и линкорите Rodney и Malaya. На 1 март конвоя пристига във Фрийтаун. На 8 март „Феб“ заедно с крайцера Birmingham и спомагателния крайцер Cathay отплават от Фрийтаун със секциите на конвоя WS6A и WS6B. На 21 март „Феб“ с 4 търговски съда се отделя от конвоя и пристига в Кейптаун. На 22 март със същите съдове се насочва за Дърбан. На 28 март с пристигането им в порта оставя съдовете и прави независим преход през Аден в Суец. В началото на април пристига там и влиза в състава на 15-та ескадра крайцери.

## В Средиземно море
На 18 април той заедно с крайцера Calcutta е ескорт на конвоя ME7 от Александрия за Малта, прикриван от линкорите Warspite, Barham, Valiant и самолетоносача Formidable. На 21 април крайцерът заедно с линкорите към крайцерите Calcutta и Gloucester води обстрел по Триполи. На 23 април „Феб“ заедно с крайцера Calcutta и австралийските разрушители Voyager и Stuart е отделен за съпровождането на конвоя AG.13, плаващ към бреговете на Гърция за началото на последващата евакуация на британските войски (Операция „Демон“). В хода на последвалата операция крайцерът се базира в залива Суда, на остров Крит.
На 24 април „Феб“ заедно с крайцера Perth патрулира в пролива Китера и съпровожда конвоя AG.13. В нощта на 25 април заедно с разрушителите Voyager и Stuart отплава за войските в Нафплион, където корабите приемат на борда си 2500 души. На 27 април крайцерът с разрушителите Decoy и Hasty прикрива прехода на конвоя GA.14 южно от Крит. В нощта на 28 към 29 април крайцерът участва в евакуацията от Каламата. На 29 април крайцерът ескортира конвоя GA.15 превозващ част от изтегляните войски към Александрия, и се среща на 30 април с излезлите насреща основни сили на Средиземноморския флот.
На 6 май крайцера излиза заедно крайцерите Dido, Calcutta, Carlisle и Coventry и разрушители, като част от силите на ескорта на поредните два малтийски конвоя (Операция Tiger). На 9 май крайцерът посреща конвоя плаващ транзитно през Средиземно море от Гибралтар за Александрия с товар от танкове на борда, за усилване на египетската армия.

### Критска операция
На 14 май „Феб“ в състава на Съединение D: освен еднотипния му Naiad, разрушителите Hasty и Greyhound е изпратен към Крит за прикритие на евакуационните конвои. В хода на операцията крайцерът, поради изявили се дефекти, е заменен от австралийския крайцер Perth и се връща в Александрия.
На 18 май след ремонт съвместно с крайцера Dido и три разрушителя се насочва за патрулиране към Крит. Помагат на крайцера Coventry в защитата на болничния съд Abba срещу вражеските въздушни атаки. От 19 май продължава да участва в патрулите по прихващане на вражеските конвои на нахлуването в Крит по време на Критската операция. На 30 май съдейства на крайцерите Perth, Coventry, Calcutta и десантния транспорт Glengyle в състава на Съединение D в евакуацията на войски от Сфакия. На 31 май съвместно с минния заградител Abdiel, крайцера Coventry, и разрушителите Kimberley, Hotspur и Jackal участва в заключителната евакуация от Сфакия. Прею нощта на 1 юни отплава по обратния път за Александрия отбранявайки се заедно с разрушителя Isis от въздушните атаки. В хода на този преход е потопен Coventry.

### Сирийската операция
На 8 юни отплава заедно с крайцерите Ajax и Coventry и транспорта Glengyle за поддръжката на военната операция в Сирия, против войските на Вишистка Франция (Операция Exporter). На 9 юни прикрива десанта в Литания (Litania) и по погрешка обстрелва австралийските войски. Предприетата над крайцера атака от френска подводница е неудачна.
На 15 юни излиза заедно с крайцерите Leander и Coventry и три разрушителя в издирване на вишистките конвои северно от Бейрут. На 19 юни е заменен от крайцера Naiad и се връща в Александрия. Определен е за участие в операциите по снабдяване на гарнизона на Тобрук.
На 3 юли е безуспешно атакуван от италианската подводница Malachite в Източното Средиземноморие.
През август крайцерът излиза за поддръжка на Тобрук и доставка на припаси, а също прикрива преходите на минните заградители Abdiel и Latona, извеждащи австралийските войски от Тобрук, за замяна на австралийската бригада.

### Торпедна повреда
На 27 август крайцерът е повреден при Бардия от торпедо по време на атака на италиански торпедоносци, докато плава за поддръжка на Тобрук. Торпедото попада в десния борд в носовата част, предизвиквайки сериозни повреди с частично потопяване на подводните отсеци. На 1 септември влиза за временен ремонт в Александрия, преди основния ремонт в САЩ.
През октомври крайцерът отплава за Ню Йорк. На 21 ноември влиза за ремонт в Brooklyn Navy Yard в Ню Йорк. В хода на ремонта се сменя зенитното въоръжение. Носовата 4 дюймова установка е заменена с четирицевен 40 mm зенитен автомат за намаляване на теглото в горната част и е увеличен броят на 20 mm автомати „ерликон“. Ремонтът продължава до април 1942 г. На 27 април, след провеждането на изпитания, крайцерът отплава за Плимът.
С пристигането си крайцерът влиза за ремонт във военноморската корабостроителница в Девънпорт за завършване на работите над измененията и допълненията, включващи в себе си поставянето на ново радиолокационно оборудване. През юни, с края на работите крайцера преминава изпитания и подготовка за служба, връщайки се в състава на флота в Скапа Флоу.

## Завръщане в Средиземно море
В началото на август крайцерът излиза в състава на силите за съпровождане на конвоя плаващ за Фрийтаун. Крайцерът излиза за Гибралтар съпровождайки самолетоносача Indomitable. На 5 август към тях се присъединяват самолетоносачите Eagle, Victorious, Furious и Argus, с крайцерите Charybdis и Sirius за съвместни упражнения по насочване на изтребители и едновременното използване на няколко самолетоносача в хода на подготовката за предстоящите операции по снабдяване на Малта. На 9 август „Феб“ се присъединява към ескорта на малтийския конвоя WS.21S в района на Гибралтар.

### Операция Пиедестал
От 10 августа „Феб“ участва в операция „Пиедестал“, по провеждането на конвой за Малта, в състава на Force 2 прикрива прехода в пролива Скерки заедно с линкорите Nelson, Rodney, самолетоносачите Victorious, Indomitable и Eagle, крайцерите Charybdis и Sirius.

## Океански действия
На 20 август „Феб“ с крайцера Sirius и разрушителите Quentin и Vansittart отплава от Гибралтар за Фрийтаун за подсигуряването на конвойната защита в Атлантика. На 24 август със същите кораби и разрушителите Pathfinder и Vimy ескортира в САЩ лайнера Queen Elizabeth.
През септември – октомври крайцера продължава службата си в Южния Атлантик и Индийския океан. Заедно със Sirius той помага на Южноафриканските морски сили да патрулират за прихващане на блокадопробивачите на страните от Оста.

### Втора торпедна повреда
На 23 октомври на прехода от Саймънстаун към Фрийтаун крайцерът, недалеч от Поант Ноар, Белгийско Конго, където влиза за дозареждане, получава торпедно попадение от подводницата U-161. Тази и подводницата U-126 патрулират по това време дадения район и първата от тях не изпуска лакомата цел. В резултат на взрива крайцерът получава сериозни повреди и обширно новодняване. Всички носови кули излизат от строй. На кораба загиват около 60 души, още 3 от малария умират в течение на последващите дни. Крайцерът на скорост 6 възела, в съпровождение на Sirius се насочва за Поант Ноар. На 25 октомври там от крайцера е демонтирана кула „B“.
До декември крайцерът се подготвя към преход за повторен ремонт в САЩ. След временния ремонт крайцерът, с временно поправена пробойна с размер 30 х 60 дюйма, през Секонди Такоради и Тринидад, в съпровождение на шлюпа Bridgewater, отплава за Ню Йорк. На 15 януари 1943 г. крайцерът отново влиза за ремонт в Brooklyn Navy Yard. Ремонтът продължава до юни, когато на 14 юни крайцерът с преминаване през Бермудите, отплава за Великобритания. С пристигането крайцерът влиза за продължаване на ремонтните работи в корабостроителницата на Vickers-Armstrong в Бароу ин Фърнес. В хода им е заменена кула „A“, поставен е радар за управление на огъня на главния калибър, модифициран радар за надводно наблюдение Type 272 и система за разпознаване свой-чужд. Ремонта завършва на 8 юли и крайцерът започва подготовка за служба в състава на Home Fleet. На 2 август той преминава в Скапа Флоу.

### В състава на Плимътското командване
Още на 2 септември крайцерът е предаден на Плимътското командване за операции по прихващане на вражеските крайбрежни конвои при бреговете на Франция. Но през октомври крайцерът е предаден на 15-та ескадра крайцери и прави преход за Средиземно море за участие в поддръжката на военните операции в Егейско море и прихващане на немските десантни сили.

### В състава на силите в Егейско море
На 15 октомври той заедно с разрушителите Fury и Faulknor предприема безуспешно търсене на немски конвой за нахлуването. На 18 октомври излиза с ескортните миноносци Belvoir, Beaufort и разрушителите Fury и Faulknor за защита на Егейските острови и поддръжка на техните гарнизони. На 19 октомври обстрелва позициите на противника в порт Калимнос и с ескортния миноносец Hurworth доставя припаси на остров Мейисти (Кастелоризо).
На 24 октомври заедно с ескортните миноносци Aldenham и Hursley прави диверсионен рейд за усилване на гарнизона на остров Лерос.
На 26 октомври в съпровождение с разрушителя Faulknor и ескортните миноносци Belvoir и Beaufort превозва войски за Лерос. По-късно патрулира югоизточно от Родос. На 27 октомври се връща в Александрия, след като е заменен от крайцера Ajax.
На 3 ноември в съпровождение с разрушителите Faulknor, Echo и ескортните миноносци Penn и Pathfinder доставя 1-ви батальон на Кралския Йоркширски лек пехотен полк в Лимасол. Войските впоследствие на борда на разрушители са препратени на Лерос. Крайцерът ги оставя да действат самостоятелно, след като ги дозарежда.
На 12 ноември с разрушителя Echo и ескортните миноносци Dulverton и Belvoir прави преход към остров Кос, за да замени разрушителя Faulknor, ескортния миноносец Beaufort и гръцкия миноносец Pindos. С пристигането им в Кос, поема обратно. На 13 ноември е подложен на тежки въздушни атаки в Егейско море.
През декември, след загубата на Додеканезските острови, се връща в Малта за действия съвместно с ескадрата си при Италианското крайбрежие.

### Поддръжка на действията в Италия
На 25 януари 1944 г. крайцерът участва съвместно с крайцерите Dido, Delhi, Orion, Penelope, Mauritius и американските Brooklyn и Philadelphia в артилерийската поддръжка на десанта в Анцио (Операция Shingle).
През март крайцерът е определен за действия в състава на Източния флот, поради което се предполага неговото преоборудване в кораб за насочване на изтребители. Той влиза за ремонт в Александрия, включващ неговото преоборудване за новата му роля.

## В състава на Източния флот
През май „Феб“ се насочва за Цейлон. На 2 юни пристига в Тринкомале и влиза в състава на 4-та крайцерска ескадра на Източния флот. С корабите от ескадрата излиза на патрулиране през този месец в Индийския океан.
На 22 юли с линкора Valiant, френския линкор Richelieu, линейния крайцер Renown и крайцерите на ескадрата излиза в качеството на прикритие на самолетоносачите Illustrious и Victorious, извършващи въздушни удари по Сабанг на Суматра (операция Crimson). На 25 юли ескортира Illustrious и Victorious под ескорта на разрушителите Roebuck и Raider по време на удара по Сабанг. След това, заедно с другите кораби от флота обстрелва цели на брега.
През август крайцерът влиза за ремонт в Бомбай, който приключва на 12 септември, а крайцерът се връща в състава на 4-та крайцерска ескадра.
На 17 октомври крайцерът, в състава на група TG63.3 – самолетоносачите Indomitable, Victorious, разрушителите Whelp, Wakeful, Wessex и Wager, участва във въздушната атака по Никобарските острови (Операция Millet), което е отвлечане на вниманието от американския десант на Филипините. На 19 октомври операцията е изпълнена и крайцерът се връща в състава на своята ескадра.
На 17 ноември крайцерът в състава на TF64 участва, в качеството на кораб-наводчик на изтребителите, в съпровождането на десанта в Аракан (Ракхайн) (Операция Avon).
На 1 декември „Феб“ съвместно с крайцерите Newcastle, Kenya и Nigeria е включен в състава на 5-та крайцерска ескадра на Източноиндийския флот. Този флот се формира от няколко кораба на Източния флот, передени на Тихоокеанския флот на Великобритания.
На 2 януари 1945 г. „Феб“ съвместно с ескортния самолетоносач Ameer, крайцерите Newcastle и Nigeria и три разрушителя подсигурява десанта на 3-та бригада командос на полуостров Akyab (Операция Lightning). Огън не е откриван, тъй като японците са напуснали мястото на десанта.
На 12 януари осигурява насочването на изтребителите по време на десанта на 3-та бригада командо между Akyab и острова Ramree.
На 17 януари товари войски на борда си в Читагонг за десант на Ramree в Бирма.
На 21 януари „Феб“ влиза в състава на група за бомбардировка заедно линкора Queen Elizabeth, разрушителя Rapid, шлюпа Flamingo и индийския шлюп Kistna за подсигуряване на артилерийската поддръжка на десанта в северната част на острова Ramree (Операция Matados).
На 24 януари крайцерът насочва изтребителите на ескортния самолетоносач Ameer по време на десанта на морските пехотинци на остров Cheduba (Операция Sankey).
В периода февруари – април крайцерът, заедно със своята ескадра, се базира в Тринкомале. На 27 април заедно с крайцера Royalist прикрива 21-ва ескадра самолетоносачи по време на десанта в Рангун (Операция Dracula). На 1 май подсигурява насочването на изтребителите по време на дадената операция.
На 5 май излиза заедно с 21 ескадра самолетоносачи (ескортните самолетоносачи Hunter, Stalker, Emperor и Pursuer) за атаките над японските бази над крайбрежието на Бирма между Мергуи и Victoria Point.
на 11 май съпровожда индийските шлюпове по време на патрулиранията им в Андаманско море за прихващане на евакуационните сили и пресичане на опитите за снабдяване на гарнизоните. След това влиза в състава на Force 69, заменяйки крайцера Ceylon и патрулирайки между Андаманските острови и Бирма.
В периода юни – юли крайцерът продължава служба, изпълнявайки учения с корабите на Източноиндийския флот в рамките на учения по подготовка на предстоящите десанти.
В началото на септември заедно с корабите на ескадрата се насочва за Бенгалския залив за прикритие на конвоите с щурмовите части, десантиращи в Малайя (Операция Zipper).

## Коментари
1. ↑  Всички данни са към момента на влизане в строй.